# La Cornuaille
La Cornuaille é uma ex-comuna francesa na região administrativa da Pays de la Loire, no departamento de Maine-et-Loire. Estendeu-se por uma área de 43,92 km². Em 2010 a comuna tinha 985 habitantes (densidade: 22,4 hab./km²).
Em 15 de dezembro de 2016 foi fundida com as comunas de Le Louroux-Béconnais e Villemoisan para a criação da nova comuna de Val d'Erdre-Auxence.